# Мариб
Мариб (арапски:مأرب) или Ма'риб, је град у средини Јемена, удаљен око 135 km источно од главног града Сане. Град има око 16.800 становника, лежи на надморској висини од 1200 m, и има велику брану поред града, тако да има воду која је право богатсво у сушном Јемену.
Мариб је административни центар јеменске Мухафазе Мариб од 241.690 становника, у давној прошлости је био престоница, античког библијског Краљевства Саба.

## Историја
Сабејско краљевство налазило се на месту које се данас зове Асир у југозападном Јемену. Сабејски краљеви улагали су своје богатсво у град Мариб и велике грађевине попут Бране Мариб (која је за оно време била чудо технике) која је служила за наводњавање, остаци те старе бране и данас су видљиви. Такође су на том подручју градили и пуно палата и храмова, а били су познати и по трговању с тада скупоценим тамјаном и смирном. Сабејци су били добри поморци и зна се да су имали велики утицај на становнике источне Африке и Краљевство Дамот, с друге стране Црвеног мора у Еритреји и Етиопији које су можда биле једине земље које су имале драгоцене мирођијске биљке тамјан и смирну.
Римски префект Египта Аелијус Галус водио је експедицију до славног Мариба у Јемен 25. п. н. е.
Стари град Мариб, његови посљедњи становници напустили су током 20. века. Иако још увек постоји мало село, вишспратнице од непечених цигала старог историјског града углавном су у рушевинама. Модерни град Мариб налази се око 3,5 km северније од древног града.

## Бомбашки напад из 2007.
Бомбаш самоубица се 2. јула 2007. залетео аутомобилом пуним експлозива у туристички караван, који је обилазио старе храмове Мариба. Притом је убијено 7 шпанских туриста и двојица њихових јеменских водича, Јеменски функционери су за напад оптужили Ал Каиду.